# Abbenfleth
Abbenfleth liegt in Niedersachsen an der Unterelbe etwa 60 km nordwestlich von Hamburg und gehört zur kommunalen Ortschaft Bützfleth und mit dieser zur Hansestadt Stade. Im Süden grenzt es an den zentralen Ort der Ortschaften Bützfleth und an Kreuel, im Norden an Barnkrug, einem Ortsteil der Gemeinde Drochtersen im Osten liegt die Elbe und im Westen der Ortsteil Depenbeck.

## Geschichte
Die erste schriftliche Erwähnung datiert zurück vor das Jahr 1124, als Markgraf Rudolf I. dem Kloster Harsefeld eine Hufe Land in Abbenfleth schenkte.
Neuesten Erkenntnissen zufolge wurde Abbenfleth bereits 1000 Jahre früher besiedelt und ist demnach 2000 Jahre alt. Dies belegen zufällig im Jahre 2008 entdeckte Fundstücke. Gefunden wurden ein gut erhaltener Lehmofen und Reste von Haushaltsgegenständen: Scherben von Wasserkrügen oder Vorratstöpfen. Die Scherben stammen aus dem Zeitraum 0 bis 375 nach Christus, der römischen Kaiserzeit in Norddeutschland. Bislang lautete hingegen die gängige Meinung, die Elbmarsch sei erst seit dem 12. Jahrhundert besiedelt gewesen.
In den letzten Jahrhunderten lebten die Menschen in dem kleinen Dorf in der Regel von der Schifffahrt, dem Handwerk oder der Landwirtschaft. 1823 hatte der Ort 162 Einwohner, 1939 323.
Abbenfleth kam am 1. Juli 1972 mit Bützfleth zu Stade kam. Abbenfleth war ehemals ein weitgehend autarkes Dorf mit einer Volksschule, drei Läden für den täglichen Bedarf, zwei Schustern, je einem Bäcker und einem Schlachter, zwei Gasthäusern, dem „Abbenflether Fährhaus“ und dem Hafen für die Küstenschifffahrt. Alle diese Einrichtungen sind im Laufe der Zeit ersatzlos verschwunden. Heute dominiert die Wohnnutzung, umgeben von landwirtschaftlich genutzten Flkächen.
Im Nordwesten gehört zu Abbenfleth die preußische Festung Grauerort, die, im 19. Jahrhundert als Elbfestung an strategischer Stelle erbaut wurde. Dazu weiter unten mehr. Nach dem Zweiten Weltkrieg fanden ca. 100 aus dem Osten des Reiches geflohene Menschen in den Gebäuden und Kasematten notdürftige Unterkunft. Nach deren Wegzug wurde hier Munition delaboriert.
Den Elbstrand nutzen Kinder und Erwachsene zum Sonnen- und Wasserbaden. Zeitweise wurde vor dem Baden in der Elbe wegen der Belastung mit Krankheitskeimen und Chemikalien gewarnt. Das hat sich entscheidend gebessert. Auch derzeit wird wieder vor dem Baden in der Elbe gewarnt, diesmal wegen der Gefahr durch Sog und Wellenschlag und wegen der auf die Elbvertiefungen zurückzuführende starke Strömung.
Zum Deichschutz wurde der Elbstrand durch Aufspülung erweitert, heute ist er im Sommer ein gut besuchtes Ausflugsziel.
Der Hafen dient nach traditionsreicher Seefahrtgeschichte heute hauptsächlich noch Seglern und anderen Wassersportlern.

## Infrastruktur
Der Hauptteil des Dorfes liegt an der Hafenstraße, die vom Obstmarschenweg im Westen bis hin zum Hafen im Osten führt. Auf der Hälfte dieser Straße zweigt sich nach Norden die Schanzenstraße ab, sie führt zur Schanze, der Festung „Grauerort“ also, und nach Süden die Feldreihe.
Am Hafen, kurz vor den Deichlücken, zweigt sich nach Norden die Elbstraße ab, sie führt schließlich entlang des Deiches Richtung Barnkrug und passiert auch die Festung „Grauerort“, nach Süden führt die Deichstraße Richtung Bützfleth.
Es gibt in Abbenfleth einen Tierarzt, einen Reitstall, ein Café und eine historische Festungsanlage, die einerseits Museum, andererseits Veranstaltungsort für öffentliche Kulturangebote oder Feste im privaten Rahmen ist.
Abbenfleth ist vor allem Wohngebiet und hat noch einen hohen Anteil landwirtschaftlich bewirtschafteter Flächen.
Am Obstmarschenweg liegt eine Bushaltestelle, etwa stündlich fahren Busse nach Stade und Drochtersen. Die nächstgelegene Kindertagesstätte und die Grundschule befinden sich im nahegelegenen Bützfleth, Realschulen und Gymnasi#en in Stade.

## Abbenflether Fährhaus
Das „Abbenflether Fährhaus“, in der ersten Hälfte des zwanzigsten Jahrhunderts einziges Gasthaus mit Saal und Geschäft, war lange Zeit eine der wenigen Möglichkeiten zum Führen von Telefonaten und bildete auch sonst den Treffpunkt der Dorfgemeinschaft. In den sechziger Jahren aufgegeben, wurde es in den 1980er Jahren abgerissen. 1989 wurde auf dem ehemaligen Grundstück am Hafen ein Bootslager für Sportboote errichtet.

## Festung Grauerort
Die Festung Grauerort wurde in den Jahren 1869 bis 1879 von den Preußen zum Schutz vor feindlichen Schiffen auf der Elbe errichtet. Man nutzte die hohe Altmarsch nahe dem Fahrwasser der Elbe aus, um in der Zeit, in der die Spannungen mit Frankreich zunahmen, schnell einen wirksamen Schutz des Hamburger Hafens zu haben. Bereits im Deutsch-Französischen Krieg 1870/71 war die Festung einsatzbereit. Die Festung wurde jedoch nie in Kampfhandlungen verwickelt.
Das Hochwallfort Grauerort ist ein Typbau preußischer Festungsarchitektur der zweiten Hälfte des 19. Jahrhunderts. Das Fort schmiegt sich mit seinem rhombusförmigen sechseckigen Grundriss, der durch einen 10 m hohen Erdwall gebildet wird, an den Elbdeich. Zur Elbe hin sind die Wälle kasemattiert. Auf den beiden 68 m langem Flanken waren je fünf moderne „Hinterlader-Rücklaufgeschütze“ aufgestellt.
Zur Elbe hin ist das Fort mit einer 3 m hohen Escarpe- oder Carnot’sche Mauer gesichert, die von zwei Kehlgangsbunkern aus mit Geschützen und Gewehren verteidigt werden kann. Die übrigen Wälle werden durch einen 20 m breiten Graben gesichert. Den Eingang bildet eine Brücke, sie führt durch einen Hohlgang in das Innere des Forts und wird durch eine Gewehrcarponiere und Wachbunker gesichert. Die Brücke war seinerzeit als Zugbrücke ausgebildet, den Hohlgang sicherte ein Sturmabwehrgitter.
Wegen der weiteren Waffenentwicklung wurde die Festung 1895 aus der Reihe der aktiven Festungen gestrichen und im und nach dem Ersten Weltkrieg zu einem Minendepot umgebaut. Diese nachträglichen Einbauten werden jetzt wieder entfernt, um die denkmalgeschützte Anlage wieder in den Ursprungszustand zu versetzen und als modernes Museum nutzen zu können.
Ende der zwanziger Jahre des vorigen Jahrhunderts nutzte die Marine die Festung als Minendepot (Sperrwaffenarsenal) und baute eine Verladebrücke mit Kran und Gleisanschluss 200 m in die Elbe hinein. Auf dieser ehemaligen Verladebrücke existierte fast ein Jahrzehnt ab 1948 das Panoramalokal „Klein Helgoland“, das von Ausflugsschiffen aus Hamburg angefahren wurde. Es wurde 1959 abgebaut und dient heute dem Bützflether Schützenverein als Vereinsheim.
Die Festung Grauerort wird seit dem Kauf des Geländes durch den Unternehmer Helmut Wist im Jahre 1997 durch den „Förderverein Festung Grauerort e.V.“ wieder hergerichtet. Seit 1998 ist sie der Öffentlichkeit zugänglich (sonn- und feiertags zwischen April und Oktober sowie ganzjährig für Gruppen nach Anmeldung). Sie wird heute als Veranstaltungsort und Museum genutzt.
Das Hochwallfort Grauerort ist ein Typbau preußischer Festungsarchitektur der zweiten Hälfte des 19. Jahrhunderts. Das Fort schmiegt sich mit seinem rhombusförmigen sechseckigen Grundriss, der durch einen 10 m hohen Erdwall gebildet wird, an den Elbdeich. Zur Elbe hin sind die Wälle kasemattiert. Auf den beiden 68 m langem Flanken waren je fünf moderne „Hinterlader-Rücklaufgeschütze“ aufgestellt.
Zur Elbe hin ist das Fort mit einer 3 m hohen Escarpe- oder Carnot’sche Mauer gesichert, die von zwei Kehlgangsbunkern aus mit Geschützen und Gewehren verteidigt werden kann. Die übrigen Wälle werden durch einen 20 m breiten Graben gesichert. Den Eingang bildet eine Brücke, sie führt durch einen Hohlgang in das Innere des Forts und wird durch eine Gewehrcarponiere und Wachbunker gesichert. Die Brücke war seinerzeit als Zugbrücke ausgebildet, den Hohlgang sicherte ein Sturmabwehrgitter.
Wegen der weiteren Waffenentwicklung wurde die Festung 1895 aus der Reihe der aktiven Festungen gestrichen und im und nach dem Ersten Weltkrieg zu einem Minendepot umgebaut. Diese nachträglichen Einbauten werden jetzt wieder entfernt, um die denkmalgeschützte Anlage wieder in den Ursprungszustand zu versetzen und als modernes Museum nutzen zu können.

## Elbe, Deich und Hafen

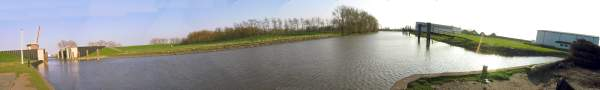
Abbenflether Hafen heute

Seit Jahrhunderten schützen die Küstenbewohner ihr Hab und Gut gegen Hochwasser, im Einzugsbereich der Nordsee gegen Sturmfluten, mit Deichen. So auch an der Elbe. Im Schutz dieser Deiche bauten die Bewohner ihre Häuser. Nach den schweren Sturmfluten Mitte des 20. Jahrhunderts wurde der Elbdeich, von dem Abbenfleth eingegrenzt wird, erneuert und vor allem erhöht. Die Elbe, der Elbdeich, der Sandstrand, die Verladebrücke, die Schifffahrt und die stetig sich verändernden Stimmungen im Wechselspiel von Wasser und Himmel machen Abbenfleth zu einem attraktiven Freizeitort.
Das Abbenfleter Sperrwerk in der Deichverteidigungsline schützt den Hafen, die Bützflether Süderelbe und das Hinterland vor Hochwasser. In Höhe des Sperrwerks gibt es heute am Deichfuß einen Kinderspielplatz mit Grillplatz. Die geringe Außendeichsfläche nordöstlich der Bützflether Süderelbe besitzt noch heute die historische Marschbeetstrutur. Sie wird landwirtschaftlich allenfalls noch extensiv genutzt. Heute liegt sie teils brach und ist Biotop für viele Arten, teils wird sie noch durch Schafe beweidet. Im Südosten geht das Gebiet zwischen dem neuen und dem alten Landesschutzdeich in das Industriegebiet Bützfleth über.